# 阿爾伯特·魯斯納克
阿爾伯特·魯斯納克（1994年7月7日—）是一位斯洛伐克足球運動員。在場上的位置是攻擊型中場。現效力於美職聯球隊西雅圖海灣者，曾效力荷甲球隊格羅寧根。